# Объединённый школьный округ Лос-Анджелеса

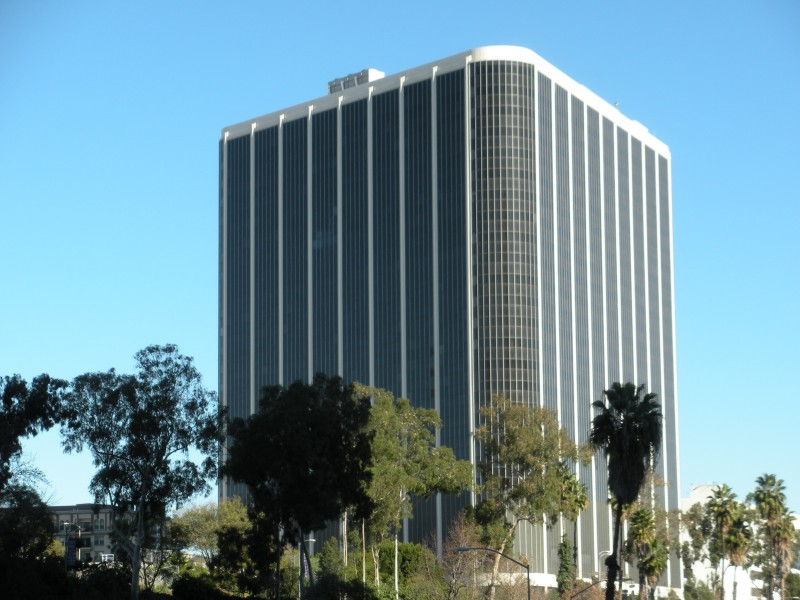
Центральный офис LAUSD в Лос-Анджелесе

Объединённый школьный округ Лос-Анджелеса (англ. Los Angeles Unified School District; LAUSD) является крупнейшим с точки зрения числа учащихся объединением государственных школ в Калифорнии. Это второй по величине государственный школьный округ в США, большее количество учеников входит лишь в Департамент образования Нью-Йорка. В течение 2007—2008 учебных годов округ Лос-Анджелеса обслужил 694288 студентов, в него входило 45473 учителей и 38494 других служащих. Это второй по величине, после государства, работодатель в округе Лос-Анджелес. Общий бюджет школьного округа на 2009—2010 составляет 7,3 млрд $. В разбивке учеников по этническим группам, 73 % имели латиноамериканское происхождение, 1 % были афроамериканцами. Белые американцы составили 9 %, азиатские американцы — 4 %, филиппинцы — 2 %, коренные народы США и выходцы с островов Тихого океана совокупно менее 1 %.
В этот округ входит город Лос-Анджелес и несколько смежных южных калифорнийских городов (полностью или частично). У LAUSD есть собственная полиция (англ. Los Angeles School Police Department), созданная в 1948 году. LAUSD зачисляет одну треть дошкольников в округе Лос-Анджелес, и владеет почти таким же количеством автобусов, как Департамент управления транспортом Лос-Анджелеса.
LAUSD традиционно ассоциируется с переполненными школами, большими классами, частыми исключениями учеников, низкой успеваемостью, плохим обслуживанием и некомпетентным руководством. В 2007 году процент отчисленных составлял 26 для 9-12 классов. Различные образовательные программы в целом не способствовали улучшению условий.